# Антигон II (Хасмоней)
Антиго́н II (Маттитьягу или Маттатия) (ивр. מתתיהו אנטיגונוס השני‎) — последний царь династии Хасмонеев (правил в 40—37 гг. до н. э.) Имеет порядковый номер II, хотя до него правителей Иудеи с именем Антигон не было (по словам Иосифа Флавия так назывался один из сыновей Иоанна Гиркана).
Второй сын Аристобула II. Был отвезён в Рим вместе с другими членами царской семьи после взятия Иерусалима Помпеем (63 до н. э.).
При Юлие Цезаре, Гиркан II стал этнархом Иудеи, хотя Антипатр II, отец Ирода, был очень влиятелен. После убийства Цезаря (44 до н. э.) Антигон несколько раз пытался захватить Иерусалим, и наконец вступил в союз с парфянами, став, таким образом, врагом Рима.
Парфяне официально провозгласили Антигона II царём и первосвященником в 40 до н. э., а римляне объявили царём Ирода. Разбив парфян, римляне оказали активную помощь Ироду, и после долгой осады Иерусалима, Антигон потерпел окончательное поражение. Он был казнён в Антиохии по приказу Марка Антония.